# Manuel Pires de Almeida
Manuel Pires de Almeida (Évora, 1597 – Lisbona, 1655) è stato uno scrittore portoghese.
Svolse sia attività di traduttore che di critico letterario, ma la sua opera fu dimenticata e riscoperta solo in epoca moderna.